# Данко Облак
Данко Облак (Загреб, 19. март 1921 – Загреб, 5. септембар 1998) био је југословенски и хрватски књижевник и новинар.

## Биографија
Рођен је у Загребу, 19. марта 1921. године. Године 1942. завршио је Трговачку академију у Загребу. Године 1943. отишао је у партизане. Током рата био је борац, политички делегат и командир хаубичке батерије. По завршетку Другог свјетског рата једно вријеме је радио као официр ЈНА.
Новинарским и списатељским радом почео се бавити још прије рата. Године 1947. почео је радити у Накладном заводу Хрватске, који је радио од 1945. до 1950. године. Након тога био је главни уредник гласила за дјецу и омладину: Пионира (1951), Новина младих (1952) и часописа Умјетност и дијете (1969. и 1972–1976). Био је и умјетнички директор Зора филма. Дана 1. јануара 1965. преузео је дужност уредника културне рубрике Вечерњег листа и обављао је до одласка у пензију 1. јула 1979. године.
Посебно је био запажен као књижевник. Веома активан био је у разним друштвеним организацијама. Био је потпредсједник Друштва књижевника Хрватске, чији је заслужни члан био пуних 46 година. Такође је био један од оснивача извиђачке организације у НР Хрватској.
Био је носилац Ордена рада, Ордена заслуга за народ, Медаље за храброст.
Умро је у свом родном граду, Загребу, 5. септембра 1998. године, у 77. години живота. Кремиран је 8. септембра на Мирогоју.

## Књижевни рад
Данко Облак је писао критике, репортаже, коментаре, путописе, радио-драме, сценарије. Био је ТВ критичар и коментатор културних збивања, аутор гласовитог “Ембарга” у културној рубрици Вечерњег листа, писац немалог броја путописа из земље и свијета. Аутор је филмских и ТВ сценарија. Посебно је запажен као писац књига за дјецу и омладину. У причама за дјецу описивао је догађаје из НОБ-а. Посебно је значајан његов роман Модри прозори (1958), који лирски и инспиративно приказује дјетињство загребачке дјеце прије и током Другог свјетскога рата.
Већ до 1966. године био је објавио двије стотине разних наслова, но у историји савремене југословенске и хрватске књижевности биће упамћен као писац за дјецу и омладину.
Добитник је више десетака најугледнијих књижевних награда. Једно од признања за властито стваралаштво Данко Облак је добио 1991. године, кад су му у 181. књизи легендарне едиције “Пет стољећа хрватске књижевности” штампани његови “Модри прозори”.
Био је прозни писац, али је писао и поезију. Углавном је писао приповијетке, романе, пјесме. Иако је Облак писао и за одрасле, највише га памте као аутора књижевности за дјецу. Нека од његових најпознатијих дјела јесу:
- Разговор о Титу (1950), збирка пјесама
- Приче крај логорске ватре (1951), збирка приповједака
- Зелена патрола (1952), збирка приповједака
- Трећа црновршка (1958), приповијетка
- Тринаест прича (1958), збирка приповједака
- Модри прозори (1958), роман
- Полетарци (1960), збирка приповједака
- На трагу (1958), роман
- Јежек – Сличице из живота једног првошколца (1978), збирка приповједака
- Писац у школи – Данко Облак (1986), сликовница